# Установка підготовки газу родовища Гаварзін
Установка підготовки газу родовища Гаварзін — складова частина нафтогазової інфраструктури іранського острова Кешм (Ормузька протока).
Установка, призначена для переробки продукції газових родовищ Гаварзін та Салах, стала до ладу на Кешмі в 1978 році. Вона має потужність для прийому 2,8 млн м3 газу на добу та здійснює сепарацію конденсату й дегідрацію. Також газ очищається від двоокису вуглецю та азоту (продукція Салаху має високий вміст цих компонентів).
Підготований газ постачається для потреб промислових підприємств острова Кешм та може подаватись по трубопроводу до Бендер-Аббасу.
Можливо відзначити, що на Кешмі також діє друга установка підготовки газу на родовищі Хенгам.